# Prix Helen B. Warner pour l'astronomie
Le prix Helen B. Warner pour l'astronomie est remis chaque année par l'Union américaine d'astronomie afin de récompenser une contribution significative dans le domaine de l'astronomie, qu'il s'agisse de théories ou d'observations.

## Lauréats
- 1954 : Aden Meinel
- 1955 : George Herbig
- 1956 : Harold Johnson
- 1957 : Allan Sandage
- 1958 : Merle F. Walker
- 1959 : Margaret Burbidge, Geoffrey Burbidge
- 1960 : Halton Arp
- 1961 : Joseph W. Chamberlain
- 1962 : Robert Kraft
- 1963 : Bernard F. Burke
- 1964 : Maarten Schmidt
- 1965 : George W. Preston
- 1966 : Riccardo Giacconi
- 1967 : Pierre Demarque
- 1968 : Frank James Low
- 1969 : Wallace L. W. Sargent
- 1970 : John N. Bahcall
- 1971 : Kenneth Kellermann
- 1972 : Jeremiah P. Ostriker
- 1973 : George P. Carruthers
- 1974 : Dimitri Mihalas
- 1975 : Patrick Palmer, Ben Zuckerman
- 1976 : Stephen E. Strom
- 1977 : Frank Shu
- 1978 : David Schramm
- 1979 : Arthur Davidsen
- 1980 : Paul C. Joss
- 1981 : William H. Press
- 1982 : Roger D. Blandford
- 1983 : Scott D. Tremaine
- 1984 : Michael S. Turner
- 1985 : Lennox L. Cowie (en)
- 1986 : Simon D. M. White
- 1987 : Jack Wisdom
- 1988 : Mitchell C. Begelman
- 1989 : Nicholas Kaiser
- 1990 : Ethan T. Vishniac (en)
- 1991 : Shrinivas Kulkarni (en)
- 1992 : Edmund Bertschinger (en)
- 1993 : John F. Hawley (en)
- 1994 : David N. Spergel
- 1995 : E. Sterl Phinney
- 1996 : Fred C. Adams (en)
- 1997 : Charles Steidel
- 1998 : Marc Kamionkowski (en)
- 1999 : Lars Bildsten (en)
- 2000 : Wayne Hu
- 2001 : Uroš Seljak (en)
- 2002 : Adam Riess
- 2003 : Matias Zaldarriaga (en)
- 2004 : William Holzapfel
- 2005 : Christopher Stephen Reynolds
- 2006 : Re’em Sari
- 2007 : Sara Seager
- 2008 : Eliot Quataert (en)
- 2009 : Scott Gaudi
- 2010 : Scott Ransom
- 2011 : Steven R. Furlanetto
- 2012 : Eric B. Ford
- 2013 : Mark Krumholz
- 2014 : Christopher M. Hirata (en)
- 2015 : Ruth Murray-Clay (en)
- 2016 : Philip F. Hopkins
- 2017 : Charlie Conroy
- 2018 : Yacine Ali-Haïmoud
- 2019 : Jo Bovy
- 2020 : Smadar Naoz (en)
- 2021 : Rebekah Dawson